# Meridià celeste
En astronomia, el meridià celeste és un cercle màxim que passa pels punts septentrional i meridional de l'horitzó d'un observador. La intersecció del meridià i l'horitzó determina una línia sobre el pla horitzontal anomenada meridiana; la seua intersecció amb l'esfera celeste determina els punts cardinals nord i sud. El seu perpendicular talla l'esfera celest en els punts cardinals est i oest. L'origen dels azimuts és el punt cardinal sud.